# Coppa Italia 2011-2012 (hockey su pista)
La Coppa Italia 2011-2012 è stata la 43ª edizione della principale coppa nazionale italiana di hockey su pista. La competizione ha avuto luogo dal 7 ottobre al 22 novembre 2011.
Grazie a otto vittorie in altrettante partite, il trofeo è stato conquistato dall'Amatori Lodi per la 2ª volta nella sua storia.

## Formula
Al torneo hanno preso parte 26 squadre: tutte le 14 formazioni iscritte al massimo campionato unitamente ai 12 club della Serie A2. Le finaliste dell'edizione 2010-2011 (CGC Viareggio e Marzotto Valdagno) sono state ammesse di diritto ai gironi di semifinale. Le altre 24 formazioni sono state divise in sei gironi all'italiana di quattro squadre ciascuno. Ogni girone si è svolto con partite di sola andata in sede unica, sul campo di gioco della società miglior offerente.
La prima classificata di ogni raggruppamento si è qualificata per i gironi di semifinale (due gruppi di quattro squadre ciascuno), che si sono svolti con la medesima formula. Tutti gli incontri delle prime due fasi sono stati disputati sulla durata di 40 minuti (anziché i canonici 50).
Le vincenti dei due gironi di semifinale si sono affrontate nella finale, con partite di andata e ritorno.

## Squadre partecipanti
| Serie A1 - AFP Giovinazzo - Amatori Lodi - Bassano - Breganze - CGC Viareggio - Detentore Coppa Italia 2010-2011 - Follonica - Forte dei Marmi - Marzotto Valdagno - Finalista Coppa Italia 2010-2011 - Matera - Molfetta - Prato 1954 - Sarzana - Seregno - Trissino | Serie A2 - Amatori Vercelli - ASH Viareggio - Castiglione - Correggio - Montecchio P. - Pordenone 2004 - Roller Bassano - Effenbert Novara - Roller Scandiano - Sandrigo - Thiene - Villa d'Oro Modena |

## Avvenimenti
Nella prima fase, le teste di serie Amatori Lodi, Bassano e Breganze si imposero a punteggio pieno nei rispettivi gironi; il Seregno fu invece estromesso dal Prato 1954, mentre il Sarzana uscì sconfitto dal confronto con il Forte dei Marmi. Il raggruppamento di Matera fu vinto inopinatamente dal Thiene (formazione proveniente dal campionato cadetto), che superò in classifica sia i padroni di casa sia il favorito Molfetta, squadra rivelazione della Serie A1 2010-2011.
Il gruppo A delle semifinali fu organizzato dai detentori del trofeo – nonché campioni d'Italia – del CGC Viareggio. La lotta per il primato fu presto circoscritta ai bianconeri e al Bassano: l'incontro decisivo si risolse solo nei minuti finali e vide l'affermazione sorprendente della compagine veneta.
L'altro raggruppamento – sulla carta più equilibrato del precedente – fu invece dominato dall'Amatori Lodi che, malgrado gli infortuni occorsi ad alcuni suoi giocatori, prevalse sul Marzotto Valdagno (fresco vincitore della Supercoppa italiana), sul Forte dei Marmi di Roberto Crudeli e sul quotato Breganze.
La sfida finale tra Bassano e Amatori Lodi si trasformò in un'autentica festa dello sport, grazie anche al gemellaggio che da trent'anni univa le tifoserie dei due club. La formazione lodigiana ipotecò il successo già nella gara di andata, imponendosi in trasferta con il punteggio di 7-3 in virtù di un'ottima prova collettiva, coronata dalle quattro reti di Valerio Antezza – miglior realizzatore del torneo – e dalla tripletta di Ariel Romero. Nella partita di ritorno, disputata a Lodi davanti a circa 3.000 spettatori, la squadra guidata in panchina da Pino Marzella confermò la propria superiorità aggiudicandosi il confronto per 5-4.

## Risultati

### Prima fase

#### Girone A
Il girone A fu disputato a Sandrigo dal 7 all'8 ottobre 2011.
| Squadra   | Pt | G | V | N | P | GF | GS | DG  |
| --------- | -- | - | - | - | - | -- | -- | --- |
| Bassano   | 9  | 3 | 3 | 0 | 0 | 23 | 15 | +8  |
| Trissino  | 6  | 3 | 2 | 0 | 1 | 16 | 10 | +6  |
| Sandrigo  | 3  | 3 | 1 | 0 | 2 | 17 | 14 | +3  |
| Correggio | 0  | 3 | 0 | 0 | 3 | 6  | 23 | -17 |

| Sandrigo 7 ottobre 2011, ore 20:00 CEST | Bassano            | 8 – 4 | Trissino | Palasport di Sandrigo (150 spett.)\| Arbitro: \| Andrisani (Matera) \| |
| Arbitro:                                | Andrisani (Matera) |       |          |                                                                        |

| Sandrigo 7 ottobre 2011, ore 21:30 CEST | Sandrigo          | 8 – 2 | Correggio | Palasport di Sandrigo (150 spett.)\| Arbitro: \| Ferraro (Vicenza) \| |
| Arbitro:                                | Ferraro (Vicenza) |       |           |                                                                       |

| Sandrigo 8 ottobre 2011, ore 10:15 CEST | Sandrigo           | 2 – 3 | Trissino | Palasport di Sandrigo (70 spett.)\| Arbitro: \| Andrisani (Matera) \| |
| Arbitro:                                | Andrisani (Matera) |       |          |                                                                       |

| Sandrigo 8 ottobre 2011, ore 11:30 CEST | Bassano          | 6 – 4 | Correggio | Palasport di Sandrigo (70 spett.)\| Arbitro: \| Ramina (Vicenza) \| |
| Arbitro:                                | Ramina (Vicenza) |       |           |                                                                     |

| Sandrigo 8 ottobre 2011, ore 20:00 CEST | Trissino          | 9 – 0 | Correggio | Palasport di Sandrigo (140 spett.)\| Arbitro: \| Ferraro (Vicenza) \| |
| Arbitro:                                | Ferraro (Vicenza) |       |           |                                                                       |

| Sandrigo 8 ottobre 2011, ore 21:30 CEST | Bassano            | 9 – 7 | Sandrigo | Palasport di Sandrigo (140 spett.)\| Arbitro: \| Andrisani (Matera) \| |
| Arbitro:                                | Andrisani (Matera) |       |          |                                                                        |

#### Girone B
Il girone B fu disputato a Lodi dal 7 all'8 ottobre 2011.
| Squadra        | Pt | G | V | N | P | GF | GS | DG  |
| -------------- | -- | - | - | - | - | -- | -- | --- |
| Amatori Lodi   | 9  | 3 | 3 | 0 | 0 | 25 | 8  | +17 |
| AFP Giovinazzo | 6  | 3 | 2 | 0 | 1 | 17 | 9  | +8  |
| ASH Viareggio  | 3  | 3 | 1 | 0 | 2 | 12 | 19 | -7  |
| Roller Salerno | 0  | 3 | 0 | 0 | 3 | 11 | 29 | -18 |

| Lodi 7 ottobre 2011, ore 19:30 CEST | AFP Giovinazzo    | 10 – 3 | Roller Salerno | PalaCastellotti (150 spett.)\| Arbitro: \| Corponi (Vicenza) \| |
| Arbitro:                            | Corponi (Vicenza) |        |                |                                                                 |

| Lodi 7 ottobre 2011, ore 21:00 CEST | Amatori Lodi    | 9 – 3 | ASH Viareggio | PalaCastellotti (600 spett.)\| Arbitro: \| Fronte (Novara) \| |
| Arbitro:                            | Fronte (Novara) |       |               |                                                               |

| Lodi 8 ottobre 2011, ore 10:00 CEST | ASH Viareggio   | 1 – 5 | AFP Giovinazzo | PalaCastellotti (70 spett.)\| Arbitro: \| Fronte (Novara) \| |
| Arbitro:                            | Fronte (Novara) |       |                |                                                              |

| Lodi 8 ottobre 2011, ore 11:30 CEST | Roller Salerno    | 3 – 11 | Amatori Lodi | PalaCastellotti (250 spett.)\| Arbitro: \| Corponi (Vicenza) \| |
| Arbitro:                            | Corponi (Vicenza) |        |              |                                                                 |

| Lodi 8 ottobre 2011, ore 19:30 CEST | ASH Viareggio        | 4 – 2 | Roller Salerno | PalaCastellotti (200 spett.)\| Arbitro: \| Di Domenico (Modena) \| |
| Arbitro:                            | Di Domenico (Modena) |       |                |                                                                    |

| Lodi 8 ottobre 2011, ore 21:00 CEST | Amatori Lodi      | 5 – 2 | AFP Giovinazzo | PalaCastellotti (800 spett.)\| Arbitro: \| Corponi (Vicenza) \| |
| Arbitro:                            | Corponi (Vicenza) |       |                |                                                                 |

#### Girone C
Il girone C fu disputato a Montecchio Precalcino dal 7 all'8 ottobre 2011.
| Squadra          | Pt | G | V | N | P | GF | GS | DG |
| ---------------- | -- | - | - | - | - | -- | -- | -- |
| Prato 1954       | 7  | 3 | 2 | 1 | 0 | 11 | 5  | +6 |
| Seregno          | 4  | 3 | 1 | 1 | 1 | 11 | 9  | +2 |
| Amatori Vercelli | 3  | 3 | 0 | 3 | 0 | 8  | 8  | 0  |
| Montecchio P.    | 1  | 3 | 0 | 1 | 2 | 4  | 12 | -8 |

| Montecchio Precalcino 7 ottobre 2011, ore 19:30 CEST | Amatori Vercelli | 2 – 2 | Seregno | PalaVaccari (100 spett.)\| Arbitro: \| Eccelsi (Novara) \| |
| Arbitro:                                             | Eccelsi (Novara) |       |         |                                                            |

| Montecchio Precalcino 7 ottobre 2011, ore 21:00 CEST | Montecchio P.       | 0 – 2 | Prato 1954 | PalaVaccari (150 spett.)\| Arbitro: \| Nicoletti (Vicenza) \| |
| Arbitro:                                             | Nicoletti (Vicenza) |       |            |                                                               |

| Montecchio Precalcino 8 ottobre 2011, ore 10:00 CEST | Seregno       | 2 – 6 | Prato 1954 | PalaVaccari (50 spett.)\| Arbitro: \| Molli (Lucca) \| |
| Arbitro:                                             | Molli (Lucca) |       |            |                                                        |

| Montecchio Precalcino 8 ottobre 2011, ore 11:30 CEST | Amatori Vercelli | 3 – 3 | Montecchio P. | PalaVaccari (100 spett.)\| Arbitro: \| Eccelsi (Novara) \| |
| Arbitro:                                             | Eccelsi (Novara) |       |               |                                                            |

| Montecchio Precalcino 8 ottobre 2011, ore 19:30 CEST | Prato 1954          | 3 – 3 | Amatori Vercelli | PalaVaccari (50 spett.)\| Arbitro: \| Nicoletti (Vicenza) \| |
| Arbitro:                                             | Nicoletti (Vicenza) |       |                  |                                                              |

| Montecchio Precalcino 8 ottobre 2011, ore 21:00 CEST | Montecchio P.    | 1 – 7 | Seregno | PalaVaccari (200 spett.)\| Arbitro: \| Eccelsi (Novara) \| |
| Arbitro:                                             | Eccelsi (Novara) |       |         |                                                            |

#### Girone D
Il girone D fu disputato a Forte dei Marmi dall'8 al 9 ottobre 2011.
| Squadra         | Pt | G | V | N | P | GF | GS | DG  |
| --------------- | -- | - | - | - | - | -- | -- | --- |
| Forte dei Marmi | 9  | 3 | 3 | 0 | 0 | 17 | 3  | +14 |
| Sarzana         | 6  | 3 | 2 | 0 | 1 | 12 | 7  | +5  |
| Pordenone 2004  | 1  | 3 | 0 | 1 | 2 | 6  | 13 | -7  |
| Castiglione     | 1  | 3 | 0 | 1 | 2 | 5  | 17 | -12 |

| Forte dei Marmi 8 ottobre 2011, ore 19:00 CEST | Sarzana          | 5 – 1 | Castiglione | PalaForte (120 spett.)\| Arbitro: \| Strippoli (Bari) \| |
| Arbitro:                                       | Strippoli (Bari) |       |             |                                                          |

| Forte dei Marmi 8 ottobre 2011, ore 21:00 CEST | Forte dei Marmi | 4 – 1 | Pordenone 2004 | PalaForte (225 spett.)\| Arbitro: \| Marra (Salerno) \| |
| Arbitro:                                       | Marra (Salerno) |       |                |                                                         |

| Forte dei Marmi 9 ottobre 2011, ore 10:00 CEST | Pordenone 2004  | 1 – 5 | Sarzana | PalaForte (100 spett.)\| Arbitro: \| Ferrari (Lucca) \| |
| Arbitro:                                       | Ferrari (Lucca) |       |         |                                                         |

| Forte dei Marmi 9 ottobre 2011, ore 11:30 CEST | Forte dei Marmi  | 8 – 0 | Castiglione | PalaForte (100 spett.)\| Arbitro: \| Strippoli (Bari) \| |
| Arbitro:                                       | Strippoli (Bari) |       |             |                                                          |

| Forte dei Marmi 9 ottobre 2011, ore 17:00 CEST | Castiglione     | 4 – 4 | Pordenone 2004 | PalaForte (80 spett.)\| Arbitro: \| Ferrari (Lucca) \| |
| Arbitro:                                       | Ferrari (Lucca) |       |                |                                                        |

| Forte dei Marmi 9 ottobre 2011, ore 21:00 CEST | Sarzana          | 2 – 5 | Forte dei Marmi | PalaForte (325 spett.)\| Arbitro: \| Strippoli (Bari) \| |
| Arbitro:                                       | Strippoli (Bari) |       |                 |                                                          |

#### Girone E
Il girone E fu disputato a Matera dall'8 al 9 ottobre 2011.
| Squadra          | Pt | G | V | N | P | GF | GS | DG |
| ---------------- | -- | - | - | - | - | -- | -- | -- |
| Thiene           | 6  | 3 | 2 | 0 | 1 | 14 | 11 | +3 |
| Effenbert Novara | 6  | 3 | 2 | 0 | 1 | 12 | 8  | +4 |
| Molfetta         | 3  | 3 | 1 | 0 | 2 | 10 | 12 | -2 |
| Matera           | 3  | 3 | 1 | 0 | 2 | 10 | 15 | -5 |

| Matera 8 ottobre 2011, ore 18:00 CEST | Matera         | 5 – 3 | Thiene | PalaTenda (50 spett.)\| Arbitro: \| Perrone (Bari) \| |
| Arbitro:                              | Perrone (Bari) |       |        |                                                       |

| Matera 8 ottobre 2011, ore 20:30 CEST | Effenbert Novara | 3 – 1 | Molfetta | PalaTenda (250 spett.)\| Arbitro: \| Davoli (Modena) \| |
| Arbitro:                              | Davoli (Modena)  |       |          |                                                         |

| Matera 9 ottobre 2011, ore 10:00 CEST | Matera          | 2 – 6 | Effenbert Novara | PalaTenda (100 spett.)\| Arbitro: \| Davoli (Modena) \| |
| Arbitro:                              | Davoli (Modena) |       |                  |                                                         |

| Matera 9 ottobre 2011, ore 12:00 CEST | Molfetta       | 3 – 6 | Thiene | PalaTenda (150 spett.)\| Arbitro: \| Perrone (Bari) \| |
| Arbitro:                              | Perrone (Bari) |       |        |                                                        |

| Matera 9 ottobre 2011, ore 17:00 CEST | Thiene            | 5 – 3 | Effenbert Novara | PalaTenda (90 spett.)\| Arbitro: \| Giovine (Salerno) \| |
| Arbitro:                              | Giovine (Salerno) |       |                  |                                                          |

| Matera 9 ottobre 2011, ore 20:30 CEST | Matera         | 3 – 6 | Molfetta | PalaTenda (200 spett.)\| Arbitro: \| Perrone (Bari) \| |
| Arbitro:                              | Perrone (Bari) |       |          |                                                        |

#### Girone F
Il girone A fu disputato a Follonica dall'8 al 9 ottobre 2011.
| Squadra            | Pt | G | V | N | P | GF | GS | DG  |
| ------------------ | -- | - | - | - | - | -- | -- | --- |
| Breganze           | 9  | 3 | 3 | 0 | 0 | 20 | 6  | +14 |
| Follonica          | 6  | 3 | 2 | 0 | 1 | 14 | 8  | +6  |
| Roller Bassano     | 3  | 3 | 1 | 0 | 2 | 6  | 13 | -7  |
| Villa d'Oro Modena | 0  | 3 | 0 | 0 | 3 | 8  | 21 | -13 |

| Follonica 8 ottobre 2011, ore 18:45 CEST | Breganze           | 5 – 2 | Roller Bassano | Pista Armeni (100 spett.)\| Arbitro: \| Galoppi (Grosseto) \| |
| Arbitro:                                 | Galoppi (Grosseto) |       |                |                                                               |

| Follonica 8 ottobre 2011, ore 21:00 CEST | Follonica     | 7 – 3 | Villa d'Oro Modena | Pista Armeni (250 spett.)\| Arbitro: \| Cosci (Lucca) \| |
| Arbitro:                                 | Cosci (Lucca) |       |                    |                                                          |

| Follonica 9 ottobre 2011, ore 9:45 CEST | Breganze           | 10 – 2 | Villa d'Oro Modena | Pista Armeni (30 spett.)\| Arbitro: \| Galoppi (Grosseto) \| |
| Arbitro:                                | Galoppi (Grosseto) |        |                    |                                                              |

| Follonica 9 ottobre 2011, ore 11:30 CEST | Follonica       | 5 – 0 | Roller Bassano | Pista Armeni (130 spett.)\| Arbitro: \| Minonne (Lucca) \| |
| Arbitro:                                 | Minonne (Lucca) |       |                |                                                            |

| Follonica 9 ottobre 2011, ore 17:30 CEST | Villa d'Oro Modena | 3 – 4 | Roller Bassano | Pista Armeni (80 spett.)\| Arbitro: \| Galoppi (Grosseto) \| |
| Arbitro:                                 | Galoppi (Grosseto) |       |                |                                                              |

| Follonica 9 ottobre 2011, ore 19:00 CEST | Follonica     | 2 – 5 | Breganze | Pista Armeni (300 spett.)\| Arbitro: \| Cosci (Lucca) \| |
| Arbitro:                                 | Cosci (Lucca) |       |          |                                                          |

### Seconda fase

#### Girone A
Il girone A fu disputato a Viareggio dal 15 al 16 ottobre 2011.
| Squadra       | Pt | G | V | N | P | GF | GS | DG  |
| ------------- | -- | - | - | - | - | -- | -- | --- |
| Bassano       | 9  | 3 | 3 | 0 | 0 | 12 | 3  | +9  |
| CGC Viareggio | 6  | 3 | 2 | 0 | 1 | 14 | 4  | +10 |
| Prato 1954    | 3  | 3 | 1 | 0 | 2 | 10 | 18 | -8  |
| Thiene        | 0  | 3 | 0 | 0 | 3 | 6  | 17 | -11 |

| Arbitri: | Eccelsi (Novara) Di Domenico (Modena) |

|                                |           |                     |
| G. Zen 1'46" F. Ambrosio 8'11" | Marcatori | 29'38" G. Casarotto |

| Arbitri: | Tartarelli (Bari) Ciccolella (Bari) |

|                                                                                        |           |                   |
| P. García 3'11" A. Bertolucci 17'11" A. Orlandi 7'27" 29'22" 32'52" E. Mariotti 33'48" | Marcatori | 29'11" F. Fabrega |

| Arbitri: | Tartarelli (Bari) Di Domenico (Modena) |

|                   |           |                                                                                                  |
| F. Fabrega 13'28" | Marcatori | 3'14" 4'28" 25'07" F. Ambrosio 31'25" 32'20" 33'46" M. Nicolas 35'05" J. Taylor 39'53" M. Trento |

| Arbitri: | Eccelsi (Novara) Ciccolella (Bari) |

|                                                                                               |           |                     |
| A. Orlandi 1'43" 26'16" 37'18" D. Motaran 19'54" 39'59" P. García 20'53" M. Bertolucci 28'04" | Marcatori | 12'26" S. Dal Monte |

| Arbitri: | Di Domenico (Modena) Ciccolella (Bari) |

|                                                                  |           | |
| G. Casarotto 26'12" 36'31" S. Dal Monte 31'02" A. Rizzato 33'29" | Marcatori | 6'52" 12'55" 19'23" X. Solera 9'54" P. Chemello 21'13" 39'58"F. D'Attanasio 23'36" S. Amato 38'23" N. Carmona |

| Arbitri: | Tartarelli (Bari) Eccelsi (Novara) |

|                                      |           |                   |
| M. Nicolas 15'12" F. Ambrosio 37'46" | Marcatori | 26'50" D. Motaran |

#### Girone B
Il girone B fu disputato a Lodi dal 14 al 16 ottobre 2011.
| Squadra           | Pt | G | V | N | P | GF | GS | DG |
| ----------------- | -- | - | - | - | - | -- | -- | -- |
| Amatori Lodi      | 9  | 3 | 3 | 0 | 0 | 9  | 4  | +5 |
| Marzotto Valdagno | 4  | 3 | 1 | 1 | 1 | 13 | 13 | 0  |
| Forte dei Marmi   | 3  | 3 | 1 | 0 | 2 | 7  | 9  | -2 |
| Breganze          | 1  | 3 | 0 | 1 | 2 | 10 | 13 | -3 |

| Arbitri: | Da Prato (Lucca) Andrisani (Matera) |

|                                                                           |           |                                    |
| G. De Oro 9'27" D. Nicoletti 16'09" C. Nicolía 19'51" M. Tataranni 22'56" | Marcatori | 4'30" P. Cancela 27'29" R. Crudeli |

| Arbitri: | Rotelli (Lucca) Strippoli (Bari) |

|                                   |           |                     |
| A. Romero 7'31" M. Platero 21'15" | Marcatori | 39'28" J. Travasino |

| Arbitri: | Rotelli (Lucca) Andrisani (Matera) |

|                                                                              |           |                                                                                 |
| J. García 0'38" 9'59" 34'25" Travasino 11'47" 14'18" E. Romero 34'45" 39'45" | Marcatori | 7'42" 38'29" M. Tataranni 9'01" Rigo 13'01" 30'20" 36'42" Nicolía 39'52" De Oro |

| Arbitri: | Da Prato (Lucca) Strippoli (Bari) |

|                |           |                                                      |
| Cancela 31'17" | Marcatori | 11'59" V. Antezza 15'09" M. Platero 18'15" A. Romero |

| Arbitri: | Andrisani (Matera) Strippoli (Bari) |

|                                     |           |                                                             |
| Ghirardello 14'57" J. García 39'01" | Marcatori | 11'52" 25'01" R. Crudeli 23'30" Videla 23'30" 39'40" Giorgi |

| Arbitri: | Da Prato (Lucca) Rotelli (Lucca) |

|                                                            |           |                            |
| A. Romero 3'40" M. Platero 17'52" V. Antezza 18'48" 39'26" | Marcatori | 19'35" 35'05" M. Tataranni |

### Finale
| Arbitri: | Eccelsi (Novara) Ferrari (Lucca) |

| |            | |
| F. Ambrosio 19'47" A. Peripolli 27'56" M. Nicolas 47'06"                                                                       | Marcatori  | 5'16" 12'22" 19'33" A. Romero 9'30" 20'12" 42'02" 49'17" V. Antezza                                                                      |
| F. Ambrosio E M. Cunegatti P G. Lanaro E M. Nicolas E M. Panizza E A. Peripolli E J. Taylor E M. Trento E M. Vidale P G. Zen E | Formazioni | E V. Antezza E P. Bresciani E S. Festa P A. Losi E F. Montigel E M. Motaran P L. Passolunghi E M. Platero E A. Romero E L. Sanpellegrini |
| Massimo Giudice | Allenatori | Pino Marzella |

| Arbitri: | Cosci (Lucca) Rotelli (Lucca) |

| |            | |
| V. Antezza 4'46" 30'32" A. Romero 15'47" S. Festa 35'45" P. Bresciani 47'46"                                                             | Marcatori  | 10'29" J. Taylor 18'30" G. Zen 34'39" 46'23" F. Ambrosio                                                                       |
| V. Antezza E P. Bresciani E S. Festa E A. Losi P F. Montigel E M. Motaran E L. Passolunghi P M. Platero E A. Romero E L. Sanpellegrini E | Formazioni | E F. Ambrosio P M. Cunegatti E G. Lanaro E M. Nicolas E M. Panizza E A. Peripolli E J. Taylor E M. Trento P M. Vidale E G. Zen |
| Pino Marzella | Allenatori | Massimo Giudice |